# Jang Dong-yoon
Pour les articles homonymes, voir Jang.
Jang Dong-yoon (hangeul : 장동윤 ; RR : Jang Dong-yun ; MR : Chang Tongyun) est un acteur sud-coréen, né le 12 juillet 1992 à Daegu (Yeongnam).

## Biographie

### Jeunesse et formations
Jang Dong-yoon naît à Daegu, dans la région de Yeongnam.
En mai 2012, après avoir fini son lycée, il fait son service militaire jusqu'en février 2014. En 2015, il suit des études à l'université d'Hanyang. Pendant cette période, il est découvert par des médias pour son acte d'héroïsme, recevant une mention élogieuse de la police métropolitaine de Séoul : il avait rencontré un voleur armé qui menaçait un magasinier dans le Gwanak-gu, et qu'il avait conçu un plan rapide pour le faire arrêter,.

### Carrière
En 2016, Jang Dong-yoon commence sa carrière d'acteur dans la web-série Geimhoesa Yeojigwondeul. Dans la même année, il est auditionné dans la série télévisée Solomon's Perjury (솔로몬의 위증).
En 2017, il est choisi pour un rôle dans la série romantique pour jeunesse School 2017 (학교 2017).
En 2021, il apparaît en vedette dans la série L'Exorciste de Joseon (조선구마사) qui sera annulée après avoir diffusée deux épisodes à la suite de la polémique sur des inexactitudes historiques concernant les traditions chinoises. En octobre 2021, il prête sa voix au personnage existant, un ouvrier militant, pour le film d'animation Chun Tae-Il (태일이) de Jun-Pyo Hong.
En 2022, il est engagé dans un film d'action Project Wolf Hunting (늑대사냥) de Kim Hong-seon, aux côtés de Seo In-guk.

## Filmographie

### Cinéma

#### Longs métrages
- 2018 : Beautiful Days (뷰티풀 데이즈) de Jéro Yun : Zhen Chen
- 2022 : Project Wolf Hunting (늑대사냥) de Kim Hong-seon : Do-il

#### Long métrage d'animation
- 2021 : Chun Tae-Il (태일이) de Jun-Pyo Hong : Jeon Tae-il (voix)

### Télévision

#### Séries télévisées
- 2016 : Geimhoesa Yeojigwondeul (?) : Gom Gae-Bal
- 2016-2017 : Solomon's Perjury (솔로몬의 위증) : Han Ji-hoon (12 épisodes)
- 2017 : School 2017 (학교 2017) : Song Dae-hwi (16 épisodes)
- 2018 : Mr. Sunshine (미스터 션샤인) : Lee Joon-young (9 épisodes)
- 2019 : The Tale of Nokdu (조선로코 - 녹두전) : Jeon Nok-du, le fils de la Reine (12 épisodes)
- 2021 : L'Exorciste de Joseon (조선구마사) : le prince Sejong le Grand (2 épisodes)
- 2023 : Daily Dose of Sunshine (정신병동에도 아침이 와요) : Song Yu-chan
- 2024 : Cupidon mon Amour (내 남자는 큐피드) : Cheon Sang-hyeok

## Distinctions

### Nominations
- Asia Artist Awards 2020 : prix de popularité[10]
- Chunsa Film Art Awards 2019 : meilleur acteur débutant pour Byutipul deijeu[11]
- Grand Bell Awards 2020 : meilleur acteur débutant pour Byutipul deijeu